# Jean Neeffs
Jean Neeffs (le nom a parfois été latinisé en Naevius ou Nevius), né en 1576 à Malines et mort le 28 juin 1656 à Malines, est un augustin flamand, auteur d'ouvrages spirituels et organisateur de la Provincia Belgica de son ordre à l'époque de la Contre-Réforme.

## Biographie

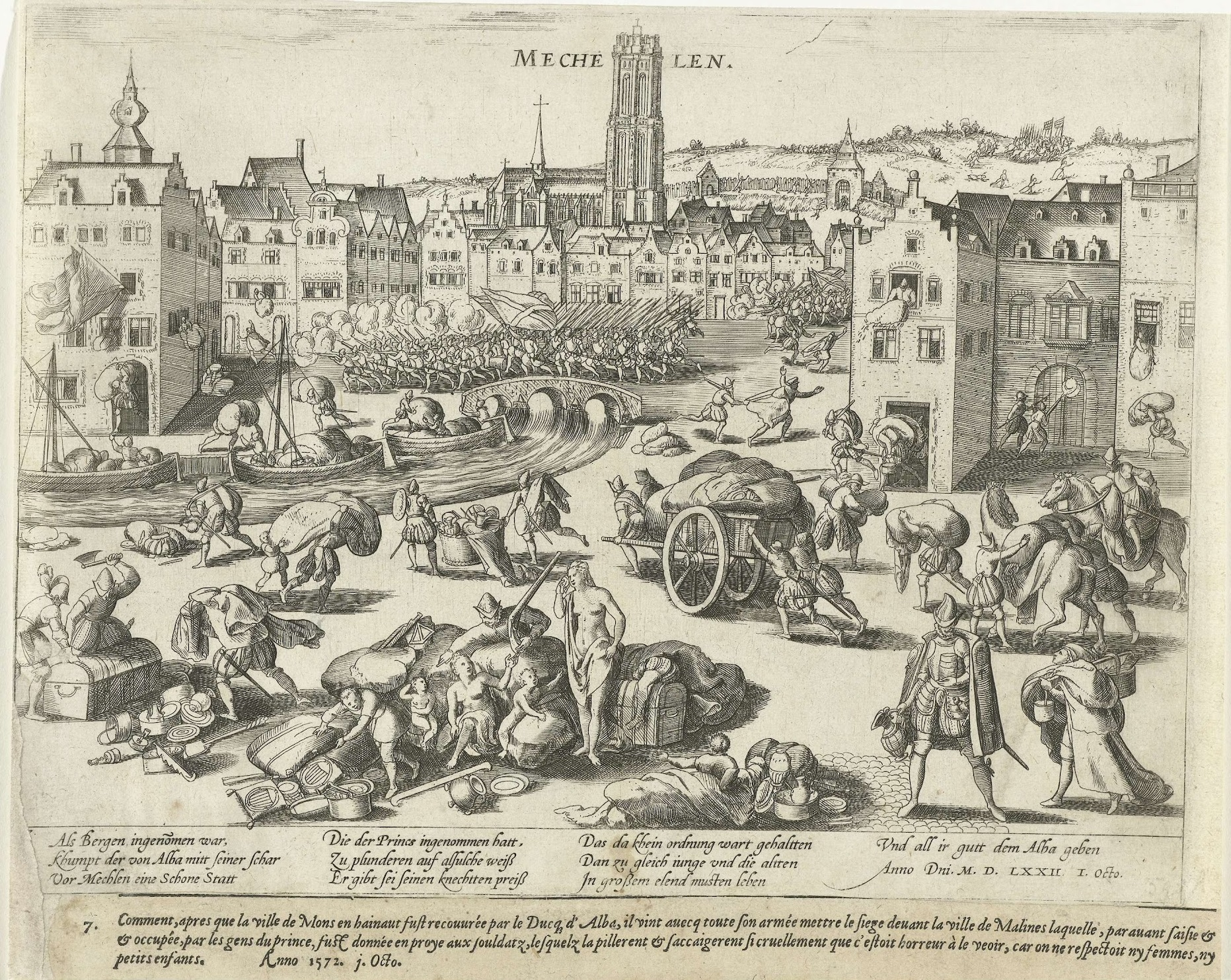
Prise de Malines par le duc d'Albe en 1572 (par Frans Hogenberg)

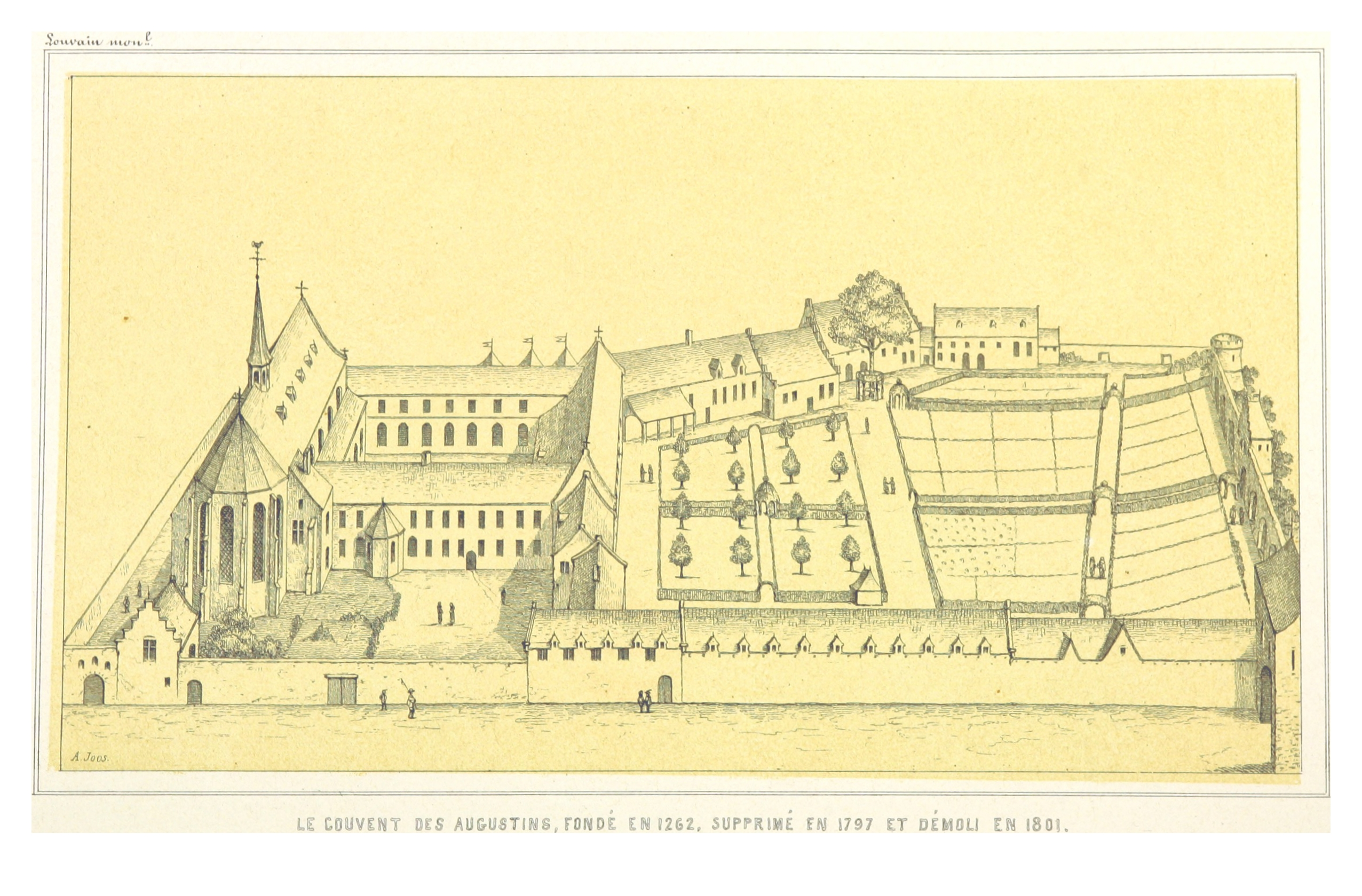
Le couvent des augustins à Louvain, fondé en 1262, supprimé en 1797 et détruit en 1801

Exact contemporain de son confrère wallon Charles Veron, Jean est né à Malines, dans une famille bourgeoise : son père s'appelait Pierre Neeffs, dit van Laken, et sa mère Barbe Mompeliers, dite Suys ; son frère Rombaut deviendra échevin et trésorier de la cité, roi de la gilde de l'Arbalète. Jean Neeffs entre en 1594 chez les Ermites de saint Augustin, qui tenaient un couvent dans sa ville natale, où il fera profession le 9 juin 1595. Le 14 avril de la même année, il soutient des thèses théologiques au cours du chapitre provincial tenu à Enghien, et obtient ainsi le grade de bachelier en théologie. Ordonné prêtre en 1600, il est nommé sous-prieur de la communauté de Malines, puis en 1610, maître des novices. Il sera ensuite prieur à maintes reprises : entre 1611 et 1613 à Bruges ; entre 1616 et 1625 à Hasselt où, sous son impulsion, le collège devient l'un des plus florissants du pays ; entre 1632 et 1634 à Louvain ; entre 1634 et 1637 à Anvers ; puis, de 1637 à 1638 à Malines. Il sera également élu définiteur pour les triennats suivants : 1611, 1643 et 1649 ; ainsi que recteur de la province, de 1630 à 1637. 
Cependant, ses actions les plus déterminantes, il les mènera en tant que provincial, charge dans laquelle il succède à Georges Maigret, entre 1625 et 1628. À la tête de la Provincia Belgica, il dirige une entité qui compte près de huit cents membres, répartis dans quarante-cinq couvents, sur les territoires actuels de la Belgique, de la Hollande, de l'Allemagne et de la France. Il fait preuve de fermeté et de discernement dans la discipline, stimule la vie spirituelle en décrétant dans toutes les communautés deux temps de méditation par jour (après matines et complies), et s'intéresse plus particulièrement à l'éducation des jeunes. C'est ainsi qu'il procède à la réunion de tous les novices en une seule maison de formation, afin de garantir davantage d'uniformité, et encourage la fondation de collèges augustins dans les Pays-Bas méridionaux : à la fin de l'Ancien Régime, quelque six mille élèves auront reçu leur enseignement dans un établissement tenu par les augustins, ce qui fait de ces derniers, avec les jésuites, l'autre grand ordre éducatif de la Contre-Réforme en Belgique. 
Les dernières années de Jean seront assombries par deux pénibles affaires. D'une part, en tant que définiteur et visiteur, il est impliqué, en 1645, dans une controverse concernant la participation des délégués conventuels au chapitre provincial. D'autre part, en 1652, il est accusé de jansénisme par des confrères malveillants, pour avoir envoyé à l'archevêque de Malines, Jacobus Boonen, une lettre dans laquelle, à l'instar de beaucoup d'augustins belges, il prenait la défense de la doctrine de saint Augustin, au moment où commençait à enfler la polémique autour du livre de Jansénius. Quatre ans plus tard, il décédait à Malines, le 28 juin.

## Spiritualité

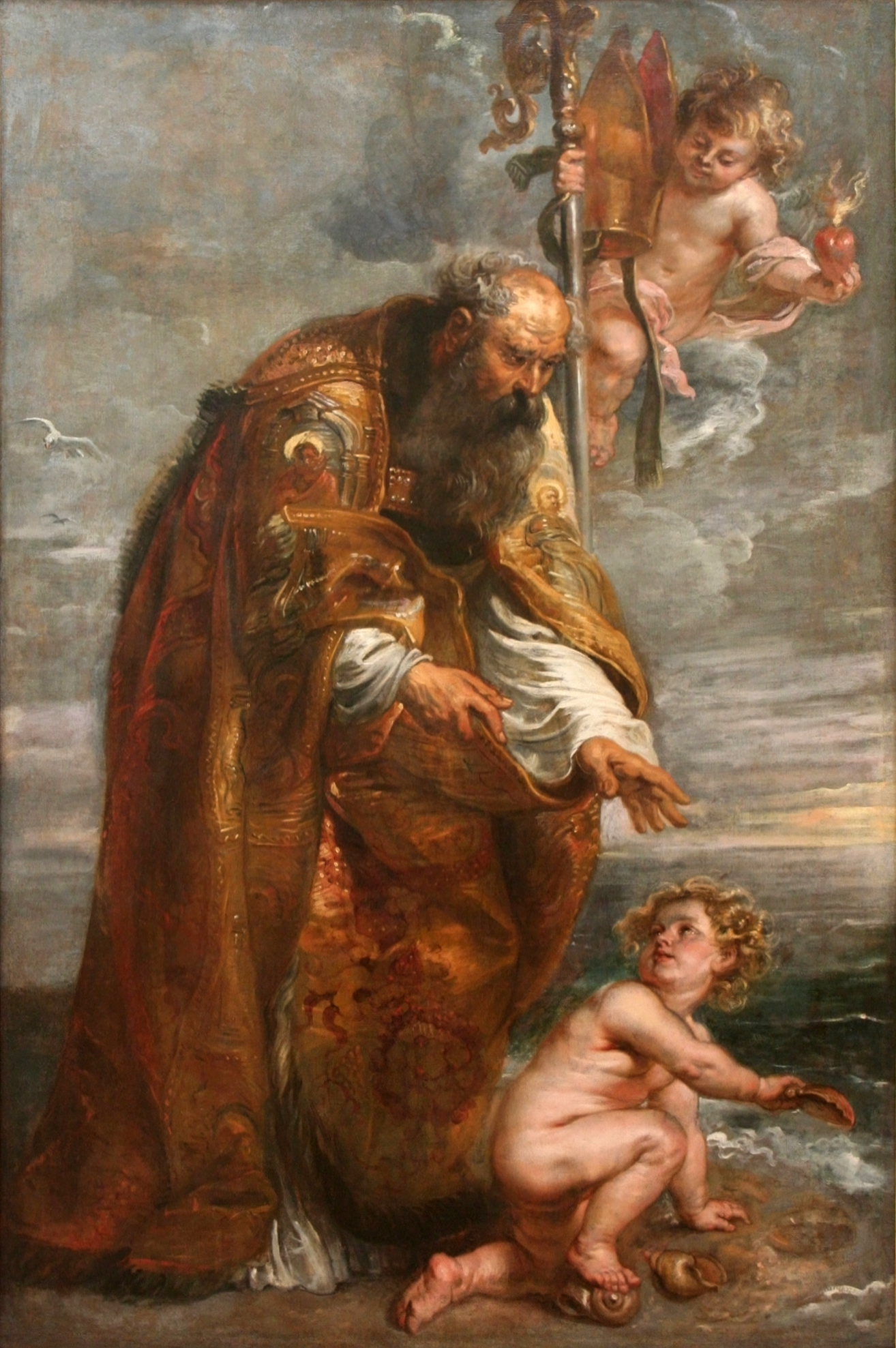
Saint Augustin vu par un compatriote et contemporain de Neeffs : Pierre-Paul Rubens

Outre son portrait, conservé par la communauté des augustins de Gand, Jean Neeffs a laissé un certain nombre d'ouvrages (majoritairement en flamand) caractéristiques tant de la pastorale engagée par la Contre-Réforme dans les Pays-Bas du Sud, que de la spiritualité proposée, au sein de ce contexte, par l'ordre des augustins. On pourrait ainsi distinguer dans son œuvre trois types d'ouvrages. Premièrement, ceux qui concernent la pratique sacramentelle : l'auteur y insiste sur la nécessité de fréquenter la confession et la communion; de ce type relève, par exemple Het testament von onsen Salighmaker... ofte Verclaringhe van de seven HH. Sacramenten, publié à Anvers mais destiné aux catholiques hollandais vivant en milieu protestant. Deuxièmement, les ouvrages qui concernent la vie religieuse : l'auteur souligne particulièrement l'importance de l'observance et de la fraternité, dans son Horologium monasticae perfectionis, comme dans son commentaire sur la Règle de saint Augustin, paru successivement en flamand et en latin. Troisièmement, ceux qui concernent l'hagiographie de l'ordre et visent ainsi à l'édification de laïcs affiliés à une confrérie ou au tiers-ordre. C'est le cas de Den Lusthf der Woestijnen, édité à Louvain en 1630, puis en 1638 dans une traduction latine, lequel reprend les biographies des saints Augustin, Monique, Fulgence, Guillaume, Nicolas de Tolentino, Jean de Saint-Facond, Thomas de Villeneuve, Claire de Montefalco, Christian d'Aquila, ainsi que divers augustins de la province belge. Il s'agirait là du chef-d'œuvre de Neeffs, d'ailleurs utilisé par Simplicien de Saint-Martin (Histoire de la vie du glorieux Père St Augustin, Toulouse, 1641), de même que Den Reghel van de derde orden der Eremyten van S. Augustijn inspirera Léon Maroten (Regel van de Derde orden der Eremyten van den H. Vader Augustinus, Gand, 1709). Outre l'instruction des jeunes gens, administration des sacrements, exaltation des modèles de sainteté et encadrement de la spiritualité des laïcs constituent ainsi, aux yeux de Neeffs, les instruments de la résistance catholique, à la lisière des contrées gagnées au protestantisme.

### Œuvres
- Horologium monasticae perfectionis (Louvain 1623, 1630)
- Verclaering van de HH. Sacramenten der Bricht en des Outaers met bijgevoel over de broederschappen en aflaeten (Louvain, 1625)
- 'T Leven van S. Monica (Anvers, 1628)
- De pratycke van der goede myninghe (Malines, 1629)
- Den Lusthof der Woestijnen (Louvain, 1630; en latin Louvain 1638)
- Den Reghel van den H. Vader Augustinus, met een corte uytlegghinge der dry geloften (Anvers 1630; en latin Malines 1639)
- Een corte verclaringhe der geestelycker Broederschappen (Anvers 1631; Malines 1680)
- Den Reghel van de derde Orden der Eremyten van S. Augustyn (Anvers, 1632)

## Sources
- M. Schrama, Neeffs (Naevius, Nevius) Jean, in Dictionnaire de spiritualité ascétique et mystique, tome XI, fascicules LXXII-LXXIII, Paris, Beauchesne, 1981, pp. 82-83.
- Neeffs (Jean), in "Biographie nationale de Belgique", Académie royale de Belgique, 1899
- "Analectes pour servir à l'histoire ecclésiastique de la Belgique, Volumes 5 à 6", 1878
- Emmanuel Neeffs, Neeffs ou Nevius, religieux de l'ordre de Saint-Augustin, in: Analecta Bollandiana.